# Os Magriços
Os Magriços era o apelido da equipa de futebol nacional de Portugal que alcançou o terceiro lugar no Mundial de 1966 na Inglaterra.
A equipa foi baseada na equipa do Benfica que venceu a Taça dos Campeões Europeus em 1961 e 1962, e incluiu Mário Coluna, Eusébio, José Augusto, José Torres e António Simões. Foi seleccionada por Manuel da Luz Afonso e treinado pelo brasileiro Otto Glória.
O apelido é baseado em Álvaro Gonçalves Coutinho, apelidado de O Magriço, um cavaleiro Português do século XIV, que, juntamente com 11 colegas, viajou para a Inglaterra para participar num torneio para defender a honra de doze damas inglesas que não conseguiam encontrar cavaleiros na Inglaterra dispostos a fazê-lo. A história é famosa contada por Luís de Camões n'Os Lusíadas, mas é de veracidade duvidosa. 

## Jogadores
| Américo Lopes         | FC Porto           |  |  |
| Joaquim Carvalho      | Sporting CP        |  |  |
| José Pereira          | Belenenses         |  |  |
| Vicente Lucas         | Belenenses         |  |  |
| Germano de Figueiredo | Benfica            |  |  |
| Fernando Peres        | Sporting CP        |  |  |
| Ernesto Figueiredo    | Sporting CP        |  |  |
| João Lourenço         | Sporting CP        |  |  |
| Hilário Conceição     | Sporting CP        |  |  |
| Mário Coluna          | Benfica            |  |  |
| António Simões        | Benfica            |  |  |
| José Augusto          | Benfica            |  |  |
| Eusébio               | Benfica            |  |  |
| Fernando Cruz         | Benfica            |  |  |
| Manuel Duarte         | Leixões            |  |  |
| Jaime Graça           | Vitória de Setúbal |  |  |
| João Morais           | Sporting CP        |  |  |
| José Augusto Torres   | Benfica            |  |  |
| Custódio Pinto        | FC Porto           |  |  |
| Alexandre Baptista    | Sporting CP        |  |  |
| José Carlos           | Sporting CP        |  |  |
| Alberto Festa         | FC Porto           |  |  |

## Primeira fase

### Grupo C
| Pos. | Seleção  | Pts | J | V | E | D | GP | GC | SG |
| ---- | -------- | --- | - | - | - | - | -- | -- | -- |
| 1    | Portugal | 6   | 3 | 3 | 0 | 0 | 9  | 2  | +7 |
| 2    | Hungria  | 4   | 3 | 2 | 0 | 1 | 7  | 5  | +2 |
| 3    | Brasil   | 2   | 3 | 1 | 0 | 2 | 4  | 6  | –2 |
| 4    | Bulgária | 0   | 3 | 0 | 0 | 3 | 1  | 8  | –7 |

| 13 de julho     | Portugal                               | 3 – 1     | Hungria  | Old Trafford, Manchester                   |
| 19:30 Histórico | José Augusto 2', 67' · José Torres 90' | Relatório | Bene 60' | Público: 29 886 Árbitro: WAL Leo Callaghan |

| 16 de julho     | Portugal                                          | 3 – 0     | Bulgária | Old Trafford, Manchester                        |
| 15:00 Histórico | Vutsov 17' (g.c.) · Eusébio 38' · José Torres 81' | Relatório |          | Público: 25 438 Árbitro: URU José Maria Codesal |

| 19 de julho | Portugal                              | 3 – 1     | Brasil    | Goodison Park, Liverpool                   |
| 19:30       | António Simões 15' · Eusébio 27', 85' | Relatório | Rildo 73' | Público: 58 479 Árbitro: ENG George McCabe |

## Fase final

### Quartos-de-final
| 23 de julho | Portugal                                                    | 5 – 3     | Coreia do Norte            | Goodison Park, Liverpool                        |
| 15:00       | Eusébio 27', 43' (pen.), 56', 59' (pen.) · José Augusto 80' | Relatório | Pak 1' · Li 22' · Yang 25' | Público: 40 248 Árbitro: ISR Menachem Ashkenazi |

### Semifinal
| 26 de julho     | Inglaterra        | 2 – 1     | Portugal           | Estádio de Wembley, Londres                  |
| 19:30 Histórico | Charlton 30', 80' | Relatório | Eusébio 82' (pen.) | Público: 94 493 Árbitro: FRA Pierre Schwinte |

### Disputa pelo terceiro lugar
| 28 de julho | Portugal                             | 2 – 1     | União Soviética | Estádio de Wembley, Londres                  |
| 19:30       | Eusébio 12' (pen.) · José Torres 89' | Relatório | Malofeyev 43'   | Público: 87 696 Árbitro: ENG Kenneth Dagnall |